# Marcelo Vido
Marcelo Vido, (nacido el 15 de enero de 1959 en Santo André, Brasil) fue un jugador brasileño de baloncesto.